# 루아르강 (지류)

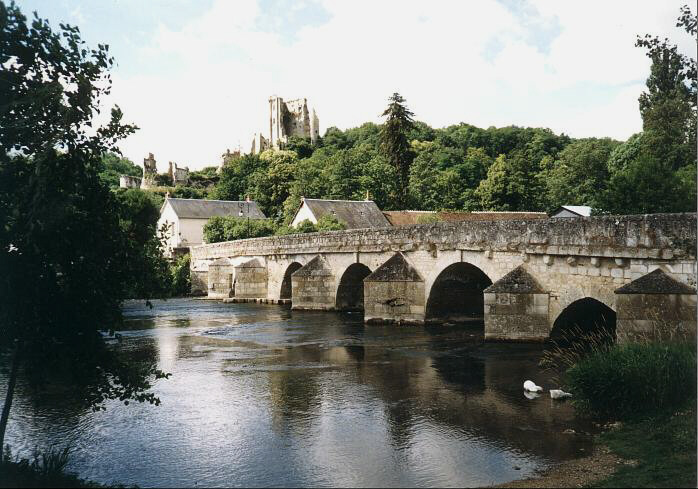

루아르강(프랑스어: Loir)은 프랑스의 강이다. 루아르강(Loire) 수계의 지류로, 사르트강으로 합쳐진다. 외르에루아르주에서 발원하여, 멘에루아르주의 앙제 북쪽에서 사르트 강과 만난다.

## 유역
- 외르에루아르주(28)
- 루아르에셰르주(41)
- 사르트주(72)
- 멘에루아르주(49)